# Alectrias gallinus
Alectrias gallinus är en fiskart som först beskrevs av Lindberg, 1938.  Alectrias gallinus ingår i släktet Alectrias och familjen taggryggade fiskar. Inga underarter finns listade i Catalogue of Life.